# トゥバ語
トゥヴァ語（トゥヴァご、тыва дыл, tïva dïl）は、ハカス語、アルタイ語、 ショル語とともに北東語群（シベリア・チュルク語群）に分類されるテュルク諸語に属する言語。ISO 639による略語はtyv、SILによる略語はTUNで表される。ロシア連邦 トゥヴァ共和国を中心にブリヤート共和国、モンゴル国西部、中華人民共和国・新疆ウイグル自治区などに住むトゥヴァ人の間で、約30万人によって話されている。

## 方言
共和国では標準語としてトゥヴァ中央方言が使われるが、それ以外に西部方言、北部方言（トジュ方言）、南部方言、ツァータン方言、フブスグル・オリヤンハイ方言（カラガス語）、アルタイ・オリヤンハイ方言（新疆ウイグル自治区方言を含む）、トファ語、ソヨト語（オキンスキー方言）がある。これらのうちトファ語やソヨト語などは、ウラル語族サモエード語派のマトル語（モトル語）話者が19世紀後半までの間にトゥヴァ語に同化されてできた、ある種のクレオール言語の可能性がある。正書法は共和国では1930年にラテン文字を採用し、1941年より現行のキリル文字のものに改定された。また、トファ語は1980年代になってキリル文字による正書法が完成した。それ以外の地域でのトゥバ語には今のところ正書法がないままである。
ここでは、共和国中央方言について解説する。

## 文法
アルタイ諸言語に共通の特徴として、SOV（主語-目的語-動詞）の語順を取ること、文法関係を名詞の格や動詞の活用を示す語尾（接尾辞）を語幹末に付着させて示す膠着語であることなど日本語とよく似た類型をもち、母音調和の現象が見られる。接尾辞は7つ、主格（接尾辞はない）、対格（…を：-di/-dï/-dü/-du）、属格（…の：-ning/-nïng/-nüng/-nung）、与格（…へ、…に：-ga/-ge）、位格（…で：-da/-de）、奪格（…から：-dan/-den）、方向格（…に向かって：-zhe）。
例：私はクズル市に住んでいます。
Мен Кызыл-хоорайда чурттап тур мен
Men Kïzïl-khooraida churttap tur men.
メン・クズル・ホーライダ・チュルタップ・トゥル・メン
（men 主格の「私」、Kïzïl-khoorai「クズル市」、-da 接尾辞・位格「…で」、churtta- 「住む」動詞語幹、-p 後続のturとセットで現在進行を表す副動詞、men 人称接尾の「私」）

## 母音
| 大文字 | 小文字 | 転写例（ラテン文字表記とカナによる類似音） | 転写例（ラテン文字表記とカナによる類似音） |
| ------ | ------ | ------------------------------------------ | ------------------------------------------ |
| A      | a      | a                                          | ア                                         |
| Е      | е      | e                                          | エ                                         |
| О      | о      | o                                          | オ                                         |
| Ө      | ө      | ö                                          | ウ                                         |
| У      | у      | u                                          | ウ                                         |
| Ү      | ү      | ü                                          | ユ                                         |
| Ы      | ы      | ï                                          | ウ                                         |
| И      | и      | i                                          | イ                                         |

トゥヴァ語の母音体系の基本となる短母音音素は8つある。
長母音を表記するための専用の文字はなく、母音字を二つ重ねることでこれを表記する。ただしエーのみはeeではなくээを用いる。
二重母音はなく、半母音й をともなったアイaй、エイeйなどがある。
テュルク諸語におけるトゥヴァ語の大きな特徴として緊喉母音ъがあり、低→中に上げる声調の長母音でアーаъ、エー/eъと発音する（例：馬　アーットаът）。
母音調和はа、ы、о、уの4つの後舌母音とе、и、ө、үの4つの前舌母音がある。トゥヴァ語の母音調和は厳密で、外来語以外では同一の単語に異なる系列の母音が混じることはないが、ロシア語を流暢に話す都市部の若い世代では、母音調和が弱まる傾向も認められる。

## 文字とアルファベット
1930年にラテン文字での正書法が作られるまでは、公文書は（西欧におけるラテン語や日本・朝鮮における漢文のように）モンゴル文語で書かれていた。
トゥバ語のモンゴル文字表記も存在したが、普及しなかった。1941年にキリル文字での正書法が作られ、ラテン文字表記は使用されなくなった。
| 大文字 | 小文字 | 転写例（ラテン文字） | 国際音声記号 (IPA) | カナによる類似音                                            |
| ------ | ------ | -------------------- | ------------------ | ----------------------------------------------------------- |
| А      | а      | а                    | a                  | ア                                                          |
| Б      | б      | b                    | b                  | ベ                                                          |
| В      | в      | v                    | β                  | ウェ、またはべ（б、м、пが母音にはさまれたときにのみに使用） |
| Г      | г      | g                    | g                  | ゲ                                                          |
| Д      | д      | d                    | d                  | デ                                                          |
| Е      | е      | e                    | je                 | エ                                                          |
| Ё      | ё      | yo                   | jo                 | ヨ（外来語のみに使用）                                      |
| Ж      | ж      | zh                   | Ʒ                  | ジェ                                                        |
| З      | з      | z                    | z                  | ゼ                                                          |
| И      | и      | i                    | ɪ                  | イ                                                          |
| Й      | й      | i                    | j                  | イ（二重母音のときにのみ使用）                              |
| К      | к      | k                    | k                  | カ                                                          |
| Л      | л      | l                    | l                  | エル                                                        |
| М      | м      | m                    | m                  | エム                                                        |
| Н      | н      | n                    | n                  | エヌ                                                        |
| Ң      | ң      | ng                   | ŋ                  | ン、またはング                                              |
| О      | о      | o                    | ɔ                  | オ                                                          |
| Ө      | ө      | ö                    | ø,œ                | ウ                                                          |
| П      | п      | p                    | p                  | ペ                                                          |
| Р      | р      | r                    | r                  | エル                                                        |
| С      | с      | s                    | s                  | エス                                                        |
| Т      | т      | t                    | t                  | テ                                                          |
| У      | у      | u                    | u                  | ウ                                                          |
| Ү      | ү      | ü                    | y                  | ユ                                                          |
| Ф      | ф      | f                    | f                  | エフ（外来語のみに使用）                                    |
| Х      | х      | kh                   | x                  | ヘ                                                          |
| Ц      | ц      | ts                   | ʦ                  | ツェ                                                        |
| Ч      | ч      | ch                   | ʧ                  | チェ                                                        |
| Ш      | ш      | sh                   | ʃ                  | シャ                                                        |
| Щ      | щ      | shsh                 | ʃʃ                 | シシャ（外来語のみに使用）                                  |
| Ъ      | ъ      | "                    |                    | 緊喉母音音符（記号文字）                                    |
| Ы      | ы      | ï                    | ɨ                  | ウ                                                          |
| Ь      | ь      | '                    |                    | 硬音符（記号文字、外来語のみに使用）                        |
| Э      | э      | e                    | e                  | エ（語頭と長母音のみに使用）                                |
| Ю      | ю      | yu                   | ju                 | ユ                                                          |
| Я      | я      | ya                   | ja                 | ヤ                                                          |

## 関連文献
- 高島尚生 『基礎トゥヴァ語文法』、2008年
- 高島尚生 『トゥヴァ語会話集』、2008年
- 等々力政彦 『トゥバ語文法ノート』、2001年2月
- 中嶋善輝 『トゥヴァ語・日本語小辞典』 、2008年